# Collet del Benet
El Collet del Benet és una petita collada situada a 623,6 m d'altitud situat a cavall dels termes municipals de Calders i de Monistrol de Calders, del Moianès. És al camí de Monistrol de Calders a Bellveí just a la meitat de la Serra de Mas Pujol, a llevant del Turó del Jep Dó. També queda a prop i al nord-oest de la masia del Bosc.